# Cañada Nieto
Cañada Nieto és un centre poblat de l'Uruguai, ubicat al sud-oest del departament de Soriano. Té una població aproximada de 280 habitants, segons les dades del cens de 1996.
Es troba a 40 metres sobre el nivell del mar.
| 1963 | 1975 | 1985 | 1996 | 2004    |
| ---- | ---- | ---- | ---- | ------- |
| 405  | 503  | 479  | 470  | {{{5}}} |